# Comuna de Opatowiec
Opatowiec (polaco: Gmina Opatowiec) é uma gminy (comuna) na Polónia, na voivodia de Santa Cruz e no condado de Kazimierski. A sede do condado é a cidade de Opatowiec.
De acordo com os censos de 2004, a comuna tem 3669 habitantes, com uma densidade 53,6 hab/km².

## Área
Estende-se por uma área de 68,41 km², incluindo:
- área agricola: 83%
- área florestal: 9%

## Demografia
Dados de 30 de Junho 2004:
|                      | Total   | Total | Mulheres | Mulheres | Homens  | Homens |
| -------------------- | ------- | ----- | -------- | -------- | ------- | ------ |
|                      | pessoas | %     | pessoas  | %        | pessoas | %      |
| População            | 3669    | 100   | 1867     | 50,9     | 1802    | 49,1   |
| Densidade (pop./km²) | 53,6    | 100   | 27,3     | 27,3     | 26,3    | 26,3   |

De acordo com dados de 2005, o rendimento médio per capita ascendia a 1231,11 zł.

## Comunas vizinhas
- Bejsce, Czarnocin, Gręboszów, Kazimierza Wielka, Koszyce, Nowy Korczyn, Wietrzychowice, Wiślica